# Coryphantha retusa
Coryphantha retusa là một loài thực vật có hoa trong họ Cactaceae. Loài này được (Pfeiff) Britton & Rose mô tả khoa học đầu tiên năm 1923.